# Pesachový beránek

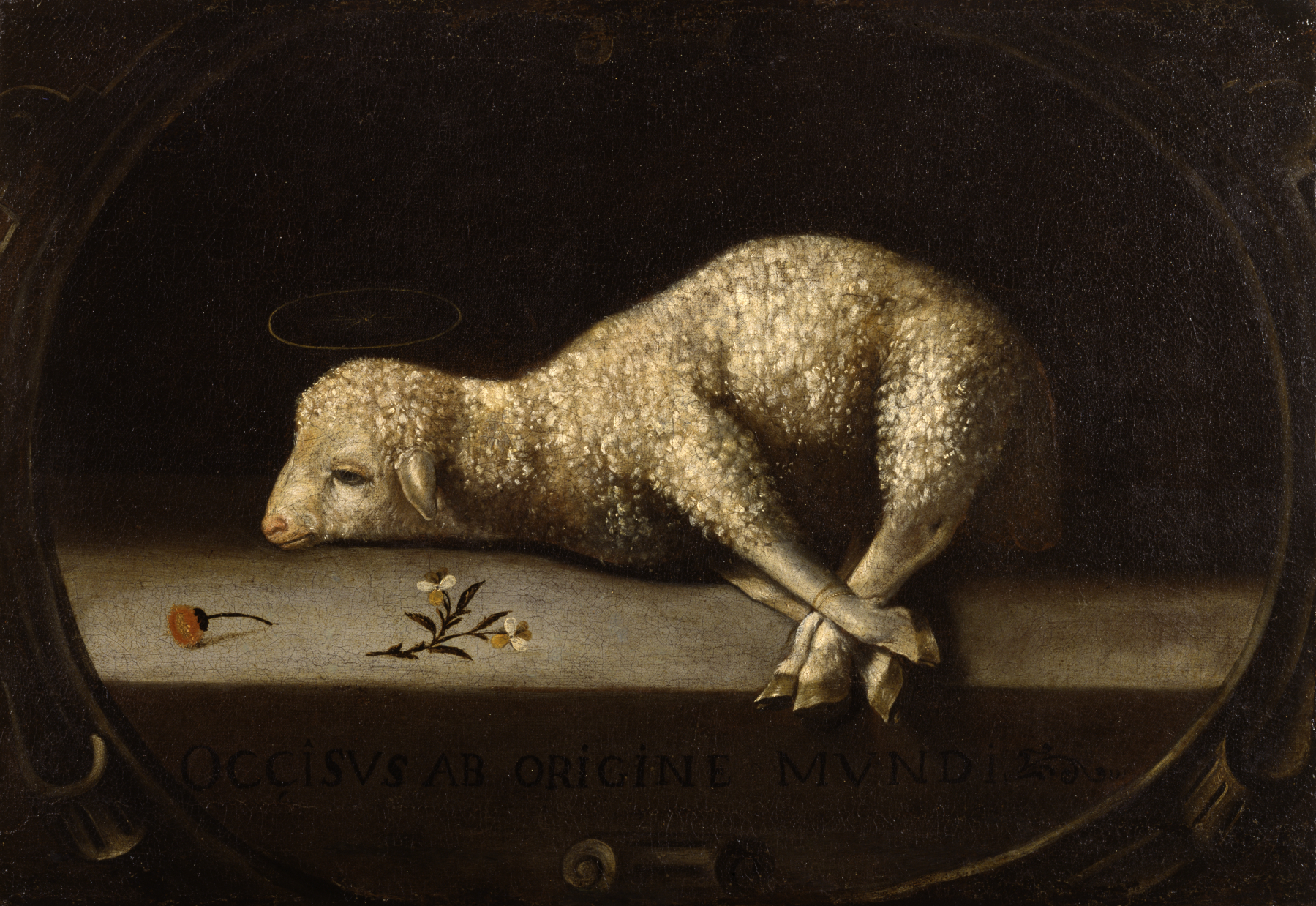
Beránek na oltáři jako darovaná oběť (autor: Josefa de Óbidos)

Pesachový čili velikonoční beránek (hebrejsky קׇרְבַּן פֶּסַח‎, korban pesach) je pravidelná židovská oběť, která byla přinášena o svátku Pesach (Velikonoce). Podle Ex 12 byla připomínkou vyvedení Židů z Egypta Mojžíšem.

## Ustanovení oběti beránka
Podle Ex 13, 2 se snad původně jednalo o náhradní oběť za prvorozené – včetně dětí – jež byla v některých starých kulturách obvyklá[zdroj⁠?!]. Podle Ex 12 měly v předvečer desáté egyptské rány (smrt prvorozených) a odchodu z Egypta všechny židovské rodiny obětovat beránka a jeho krví pomazat veřeje svých dveří; tímto znamením byli obyvatelé příbytku uchráněni před ránou. Zároveň Hospodin přikázal Mojžíšovi a Áronovi, aby Židé slavili tuto oběť každý rok. „Tento měsíc bude počátkem měsíců“ (tj. roku, Ex 12, 2) a čtrnáctý den obětuje každá rodina beránka. Beránek musel být bez vady, jeden rok starý a musel být upečen celý i s končetinami. Sněden musel být celý, s nekvašenými chleby a hořkými bylinami (maror – např. křen), a pokud nějaké maso zbylo, muselo být ráno spáleno. Proto byli k jídlu případně přizváni i nejbližší sousedé, aby se beránek snědl. Z beránka nesměl jíst nikdo neobřezaný, žádný kus jeho masa nesměl být vynesen z domu a žádná z jeho kostí nesměla být zlomena.

## Pesachový beránek v chrámě
Pozdější obětování beránka se provádělo pouze v Chrámu za přítomnosti kněží; beránka zabíjel každý sám, úkolem kněžích ale bylo zachytit krev oběti a vylít ji k oltáři. Beránek byl poté stažen z kůže a solí se odstranily i zbytky krve. Pak se upekl na rožni – z beránka se na pesach nejedlo nic vařeného ani syrového – a jedl se tak, jak už je uvedeno výše, celý, tak aby se mu nezlomila žádná kost, a s macesy (nekvašený chléb) a marorem (hořké byliny). Protože se oběť mohla vykonávat pouze v Chrámu, putovalo ročně do Jeruzaléma velké množství Židů, aby se mohli připojit. Podle Josefa Flavia bylo v této době ve městě až dva miliony lidí a podle dnešních výzkumů asi 150 000 lidí.
Vzhledem k tomu, že Chrám byl v roce 70 n. l. zničen a dosud nebyl obnoven, se přestalo s obětováním beránků a místo toho se na sederovém talíři symbolicky objevuje tzv. zro'a, což je opečená kost (s masem) některého z košer zvířat – nejčastěji kus kuřete – ale to se nejí. Na pesach se jí macesy, maror, vařená vejce, brambory a charoset (směs jablek, oříšků, skořice, zázvoru a červeného vína).